# Mellan-Vallsjön
Mellan-Vallsjön är en sjö i Malung-Sälens kommun i Dalarna och ingår i Dalälvens huvudavrinningsområde. Sjön har en area på 0,63 kvadratkilometer och ligger 294,2 meter över havet. Sjön avvattnas av vattendraget Drombäcken.

## Delavrinningsområde
Mellan-Vallsjön ingår i det delavrinningsområde (674105-140053) som SMHI kallar för Inloppet i Långsjön. Medelhöjden är 324 meter över havet och ytan är 23,58 kvadratkilometer. Det finns inga avrinningsområden uppströms utan avrinningsområdet är högsta punkten. Drombäcken som avvattnar avrinningsområdet har biflödesordning 5, vilket innebär att vattnet flödar genom totalt 5 vattendrag innan det når havet efter 386 kilometer. Avrinningsområdet består mestadels av skog (59 procent) och sankmarker (28 procent). Avrinningsområdet har 1,89 kvadratkilometer vattenytor vilket ger det en sjöprocent på 8 procent.